# László Fuchs
László Fuchs (* 24. Juni 1924 in Budapest) ist ein ungarisch-US-amerikanischer Mathematiker, der sich mit Algebra befasste. Er war Professor an der Tulane University.

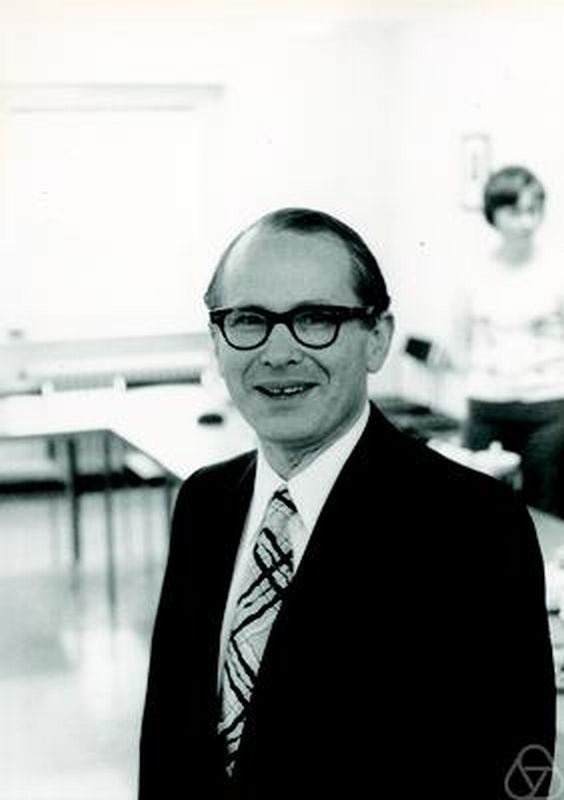
Laszlo Fuchs, Erlangen 1976

Fuchs studierte an der Lorand-Eötvös-Universität, an der er 1947 promoviert wurde (Quasi-primäre Ideale). Danach war er dort Assistent und 1954 bis 1968 Professor. Danach war er Professor an der Tulane University, an der er zuerst 1961 als Gastprofessor war und 1977 bis 1979 Vorstand der Fakultät. 2004 ging er in den Ruhestand.
Er war Gastprofessor an der University of Miami (1966 bis 1968), an der University of New South Wales (1965), in Montpellier (1968), an der University of Arizona (1972), in Padua (1977, 1981), an der University of Western Australia (1980), in Essen (1982) und an der Bar-Ilan University (1984).
Er befasst sich insbesondere mit kommutativen Gruppen, Modultheorie und geordneten algebraischen Strukturen.
1963 bis 1966 war er Generalsekretär der Ungarischen Mathematischen Gesellschaft. Er ist auswärtiges Mitglied der Ungarischen Akademie der Wissenschaften und erhielt 1953 den Kossuth-Preis. 2012 wurde er Fellow der American Mathematical Society.
Er ist seit 1974 verheiratet und hat zwei Kinder.

## Schriften
- Abelian Groups, Pergamon Press 1960 (und Akad. Kiado 1958)
- Partially ordered algebraic systems, Pergamon Press 1963
- Teilweise geordnete algebraische Strukturen, Vandenhoeck & Ruprecht 1966 ("enthält mehr Material als das englische Original")
- Infinite Abelian Groups, 2 Bände, Academic Press 1970, 1973
- Modules over Valuation Domains, Universität Essen (Vorlesungsskript) 1983
- mit Luigi Salce: Modules over Valuation Domains, Marcel Dekker 1985
- mit Luigi Salce: Modules over non-Noetherian Domains, American Mathematical Society 2001
- Abelian p-groups and mixed groups, Montreal 1980